# مديرية سحار

تعديل مصدري - تعديل

مديرية سحار إحدى مديريات محافظة صعدة في اليمن. بلغ عدد سكانها 133764 نسمة عام 2004. تقع إلى الغرب من مدينة صعدة.

موقع مديرية سحار في محافظة صعدة

## أعلام
- صالح علي الصماد